# كوم الحجر (مسلسل)
كوم الحجر هو مسلسل سوري تدور أحداث العمل مكانياً في منطقتين سوريتين متجاورتين هما مدينة (حلب)، ومنطقة ريفية مفترضة تدعى (كوم الحجر)، أما زمنياً فإن الفترة التي تجري فيها الأحداث تعتبر مهمة في تاريخ سورية المعاصر حيث تم خلالها انتخاب أول رئيس سوري وهو المحامي محمد علي العابد،أُنتج عام 2007 مكون من 30 حلقة. المسلسل من تأليف كمال مرة ومن إخراج رضوان شاهين. 

## الممثلون
- سلوم حداد بدور أبو بكري
- بسام كوسا بدور الآغا
- عبد الهادي الصباغ بدور أبوعايد
- صباح الجزائري بدور أم عايد
- سلمى المصري بدور أم بكري
- نورا رحال بدور وردة
- محمد خير الجراح بدور أبو عبدو
- محمد حداقي بدور عايد
- الليث المفتي بدور بكري
- رضوان عقيلي بدور أبو أنور
- ناصر وردياني بدور المختار
- رياض وردياني بدور شيخ الحارة
- عهد فنري بدور أم أنور
- فاتن شاهين بدور الداية أم محمود
- شادي مقرش بدور قدري
- عبد الرحمن عيد بدور أبو الليل
- زهير رمضان بدور أبو جمعه
- نضال سيجري بدور عبد الرحمن
- بسام لطفي بدور الشيخ أبو خليل
- سلوى جميل بدور عزيزه خانم
- ثراء دبسي بدور أم جلال
- عمر حجو بدور أبو حمدو
- أنطوانيت نجيب بدور العمه
- وائل شرف بدور أحمد
- تاج حيدر بدور سعدة
- فايز أبو دان بدور أبو الروس
- أحمد مللي بدور أبو محمد
- جرجس جبارة بدور أبو ربيع
- براء الزعيم بدور ربيع
- وفيق الزعيم بدور إبراهيم
- جوزيف ناشف بدور حكمت باشا